# Inhoudsopgave
Een inhoudsopgave is een overzicht van alle hoofdstukken en paragrafen van een papieren boek, tijdschrift of document of van een niet-papieren document, waarbij de bladzijdenummers vermeld zijn. Een dergelijk overzicht maakt het makkelijk om een deel van de tekst gemakkelijk te kunnen vinden en geeft duidelijkheid over de structuur van het werk.
In tegenstelling tot de index bevindt de inhoudsopgave zich in het voorwerk (ook wel preliminaria) vóór de broodtekst (het binnenwerk) van het boek of document. De inhoudsopgave wordt doorgaans na de titelpagina, het dankwoord en het voorwoord geplaatst. Als een boek figuren of tabellen bevat, worden die doorgaans in een apart overzicht direct na de inhoudsopgave opgesomd. 

## Voorbeeld
Een eenvoudig voorbeeld van een inhoudsopgave met tussenkoppen onder elkaar, gesorteerd op bladzijdenummer.
```
Introductie . . . . . . . . . . . . . . 1

Hoofdstuk 1: 
   Aan de slag . . . . . . . . . . . .  2
   Volgende stap . . . . . . . . . . .  3
```